# Montefelcino
Montefelcino település Olaszországban, Marche régióban, Pesaro és Urbino megyében. Lakosainak száma 2506 fő (2023. január 1.). Montefelcino Fossombrone, Monteciccardo, Isola del Piano, Petriano, Sant’Ippolito, Serrungarina, Urbino és Colli al Metauro községekkel határos.

## Népesség
A település lakossága az elmúlt években az alábbi módon változott:
| Lakosok száma | 2645 | 2627 | 2506 |
|               | 2017 | 2018 | 2023 |